# Hooked on a Feeling
«Hooked on a Feeling» es una canción pop de 1968 escrita por Mark James y originalmente interpretada por B. J. Thomas. La versión de Thomas presentó el sonido del sitar eléctrico, y alcanzó el número cinco en 1969 en el Billboard Hot 100. Ha sido grabada por muchos otros artistas, incluido Blue Swede, cuya versión alcanzó el número uno en los Estados Unidos en 1974. La versión de Blue Swede hizo la introducción "Ooga-Chaka-Ooga-Ooga" del cantante Björn Skifs que era muy conocido (y famoso en Suecia en ese momento), aunque había sido utilizado originalmente por el músico británico Jonathan King en su versión de la canción de 1971.

## Posicionamiento

### Gráficas semanales
| Gráfica (1968–69)      | Posición máxima |
| ---------------------- | --------------- |
| Canada RPM             | 3               |
| New Zealand (Listener) | 10              |
| US Billboard Hot 100   | 5               |
| US Cash Box Top 100    | 5               |

### Gráficas de fin de año
| Gráfica (1969)       | Rango |
| -------------------- | ----- |
| Canada               | 31    |
| US Billboard Hot 100 | 99    |

## Versión de Blue Swede
En 1974, el grupo pop sueco Blue Swede hizo una versión de la canción, que incluía la introducción "ooga chaka" de la versión de Jonathan King de 1971. Su arreglo fue inspirado por una grabación pirata de Do You Like Worms? del álbum inacabado Smile de the Beach Boys. La versión de Blue Swede de la canción también modificó la letra para evitar hacer una referencia a las drogas. Esta versión alcanzó el número uno en los Estados Unidos. Billboard lo clasificó como la canción No. 20 para 1974.
| Letra original | Letra de Blue Swede                                                                                              |
| --- | --- |
| "I got it bad for you, girl, but I don't need a cure. I'll just stay addicted and hope I can endure all the good love…" | "Got a bug from you, girl, but I don't need no cure. I just stay a victim, if I can for sure All the good love…" |

## Historial gráfico

### Gráficas semanales
| Gráfica (1974)                  | Posición |
| ------------------------------- | -------- |
| Australia KMR                   | 4        |
| Canada RPM Top Singles          | 2        |
| New Zealand (Listener)          | 7        |
| US Billboard Hot 100            | 1        |
| US Billboard Adult Contemporary | 31       |
| US Cash Box Top 100             | 1        |

### Gráficas de finales de año
| Chart (1974)         | Rank |
| -------------------- | ---- |
| Australia            | 29   |
| Canadá               | 27   |
| US Billboard Hot 100 | 20   |
| US Cash Box          | 34   |

## Historia
En 1971, Jonathan King produjo su versión del tema añadiendo un coro inicial que caracteriza el resto de versiones que de esta canción se han hecho. Esta versión alcanzó el puesto número 23 de la UK Singles Chart.
En 1974 el grupo sueco de pop Blue Swede, liderado por Björn Skifs, versionó la canción añadiendo su propia adaptación del coro inicial. Esta versión alcanzó el número uno en los Estados Unidos, y fue empleada por Quentin Tarantino en la banda sonora de Reservoir Dogs en 1992. Esta versión también forma parte de la banda sonora de la película de Marvel, Guardianes de la Galaxia dirigida por James Gunn en 2014.
Tiempo después, tendría nuevas versiones por parte del cantante de música country canadiense Carroll Baker y por David Hasselhoff, quien hizo un videoclip de la misma. Además, "Hooked on a feeling" ha tenido una versión del grupo de pop argentino Apocalypsis, en la década de los '70, con orquesta de Peque Rossino.

## Diferentes versiones
- En 1971, el músico inglés Jonathan King grabó una versión de la canción, añadiendo ooga chaka en jungle chants. King lo describió como "un ritmo de reggae por voces masculinas". Su versión alcanzó el número 23 en la lista de singles del Reino Unido en noviembre de 1971[2] y las descargas de su versión original aumentaron tanto cuando se lanzó Guardianes de la Galaxia como cuando se exhibió en televisión y cuando la canción se utilizó en tráileres para Guardianes de la Galaxia vol. 2 en 2017.[21]
- En 1978, una versión del artista canadiense de música country Carroll Baker alcanzó el número 1 en las gráficas del RPM Country Tracks[3] y el número 15 Adult Contemporary.[22]
- David Hasselhoff hizo una versión de la canción en su álbum Hooked on a Feeling en 1997.[23]
- La banda búlgara de rock alternativo Hipodil incluyó el canto "ooga chaka" en la introducción a su canción "Vuzbuden sum", de su álbum de 1998 Nadurveni vuglishta.
- El grupo Baha Men hizo su versión de la canción en su álbum de 1999 2 Zero 0-0.
- La banda The Offspring usó el coro "ooga chaka" en su canción "Special Delivery", del álbum Conspiracy of One (2000).[24]
- En 2013, B. J. Thomas incluyó "Hooked on a Feeling" a dúo con Sara Niemietz, en The Living Room Sessions. El álbum incluye nuevas interpretaciones de muchos de los grandes éxitos de Thomas, con producción y arreglos instrumentales de Kyle Lehning, y fue lanzado con el sello Wrinkled Records.[25][26]

## En la cultura popular
- La canción ha sido utilizada de vez en cuando como una piedra de toque cultural de la década de 1970, como en la banda sonora de Reservoir Dogs en 1992, y como la canción "baby dancing" en el programa de televisión Ally McBeal.[27]
- El coro de la canción fue cantado por Captain Hook en "Far, Far Away Idol" en el DVD de Shrek 2.
- El largometraje de 2014 Guardianes de la Galaxia, que presentaba la fanfarria de metal y las letras del título de la versión de portada de Blue Swede en sus avances y presentaciones teatrales, dio como resultado un importante aumento en las ventas de la grabación; la banda sonora de la película llegó a la cima de la lista Billboard 200 en agosto de 2014. La canción también apareció en gran parte en el avance de la secuela de 2017, Guardianes de la Galaxia vol. 2 aunque la canción no se usó en la película en sí.[28][29][30][31][32]
- En 2015, los Azulejos de Toronto comenzaron a usar la versión de Blue Swede en un comercial con los recién adquiridos David Price y Troy Tulowitzki. La canción se canta en el Rogers Center antes de la parte inferior de la octava entrada, similar al uso de "Sweet Caroline" en los juegos en Fenway Park en Boston.[33]
- La canción es también el himno del equipo de navegación de Northwestern University.
- La canción es, además, el himno de Zahm House en la Universidad de Notre Dame.
- En 2016, la portada de la canción, de Blue Swede, apareció en el documental Holy Hell. El documental trata sobre el culto Buddhafield de West Hollywood de los años 80 y su líder manipulador y abusivo. La canción se reproduce al principio, mientras que las imágenes de los miembros del culto se muestran afuera, buscando al Sol en un estado eufórico y de trance, como el estribillo de la canción "I'm hooked on a feeling, I'm high on believing".[34]
- En la primavera de 2017, esta canción titulada Feelin 'Hooked aparece en el comercial de televisión Telus Mobility en Canadá.[35]
- Un episodio de 1993 de la serie animada Animaniacs se llama Hooked on a Ceiling, un juego de palabras sobre el título de la canción.
- La popular comedia animada estadounidense Family Guy sampleó el canto "ooga chaka" para un corte que involucra a los personajes Peter, Lois y Chris, donde Chris ha montado las cabezas de sus difuntos padres en la pared para cantar la versión de la canción de Blue Swede.
- El meme Oogachaka Baby (hecho en la segunda mitad de los 90) tiene esta canción en segundo plano.
- En 1995, la versión de Blue Swede aparece en un comercial argentino de televisión para el aperitivo Cinzano. Debido a la repercusión de la canción, la filial local del sello discográfico EMI edita un compilado de canciones del grupo, originalmente realizado un año antes en España por Hispavox, pero destacando en su diseño de portada la inclusión de "Hooked on a Feeling" en la publicidad, junto a referencias fotográficas de la misma y la mención del producto.[36]
- El presentador de televisión argentino Nicolás Repetto, utiliza el "ooga chaka" en la canción tema de su programa de entretenimientos "Nico", emitido en 1995 por el canal Telefe, acompañado por una coreografía.